# Crociera di sangue
Crociera di sangue (Final Voyage) è un film statunitense del 1999 diretto da Jim Wynorski.

## Trama
Un pazzo di nome Josef e la sua banda di moderni pirati prendono di mira una lussuosa nave da crociera piena di ricchi passeggeri. Una guardia di sicurezza, Aaron Carpenter, riesce a rimanere nascosto dai dirottatori e prova un coraggioso tentativo di salvataggio. Tuttavia, il suo compito si complica quando un'esplosione danneggia lo scafo della nave che comincia lentamente ad affondare.

## Produzione
Il film fu prodotto da Final V Films e Phoenician Entertainment e diretto da Jim Wynorski  (accreditato come Jay Andrews), girato a Long Beach in California a settembre del 1998. Wynorski è accreditato come produttore e come regista con il nome di Jay Andrews e come sceneggiatore con il nome di Noble Henry. Dylan Walsh interpreta Aaron, la guardia del corpo che si trova a combattere i criminali, mentre Ice-T interpreta il capo dei pirati terroristi Josef (è il suo secondo ruolo da cattivo con Wynorski dopo Stealth Fighter, uscito nello stesso anno).

## Distribuzione
Il film fu distribuito negli Stati Uniti nel 2000 dalla New City Releasing. In Italia è stato trasmesso in televisione con il titolo Crociera di sangue.
Alcune delle uscite internazionali sono state:
- in Malaysia il 7 ottobre 1999
- in Argentina il 15 dicembre 1999 (in anteprima)
- in Canada il 4 gennaio 2000
- in Germania il 16 gennaio 2000 (Kreuzfahrtschiff auf Todeskurs)
- in Filippine il 19 gennaio 2000 (Davao)
- in Spagna il aprile 2000 (Pànic a alta mar o Pánico en alta mar),
- negli Stati Uniti il 20 giugno 2000 (in anteprima)
- in Islanda il 26 giugno 2001 (in anteprima)
- in Indonesia il 25 gennaio 2005  (in prima TV)
- in Romania (Ultimul drum)
- in Brasile (Terror em Alto Mar)
- in Italia (Crociera di sangue)
- in Francia (Terrorisme en haute mer)
- in Ungheria (Utolsó utazás)

## Promozione
Le tagline sono:
- "Restored to former glory, a nostalgic cruise ship repeats a tragic past..." ("Restaurata all'antico splendore, una nostalgica nave da crociera ripete un tragico passato... ").
- "2,500 passengers, 1 sinking ship, no escape..." ("2.500 passeggeri, una nave che affonda, nessuna via di scampo...").